# Aloe pillansii
Aloe pillansii ist eine Pflanzenart der Gattung der Aloen in der Unterfamilie der Affodillgewächse (Asphodeloideae). Das Artepitheton pillansii ehrt den südafrikanischen Botaniker Neville Stuart Pillans (1884–1964).

## Beschreibung

### Vegetative Merkmale
Aloe pillansii wächst stammbildend und verzweigt ab etwa der Mitte dichotomisch. Der Stamm erreicht Wuchshöhen von bis 10 Metern oder mehr. Er hat an der Basis Durchmesser von 1 bis 2 Meter und verjüngt sich nach oben hin auf etwa 20 Zentimeter. Die glatten, lanzettlich verschmälerten, graugrünen bis bräunlich grünen Laubblätter sind leicht sichelförmig und sitzen rosettenförmig zusammen. Die Blattspreite ist 50 bis 60 Zentimeter lang und 10 bis 12 Zentimeter breit. Die weißen Blattränder sind mit 1 bis 2 Millimeter großen weißen Zähnchen besetzt, die 5 bis 8 Millimeter voneinander entfernt stehen.

### Blütenstände und Blüten
Der bis 50 mal verzweigte traubige Blütenstand erreicht eine Höhe von etwa 50 Zentimetern. Die lockeren, zylindrischen Blütentrauben sind bis 15 Zentimeter lang und bestehen aus etwa 30 Einzelblüten. Die Blütenstiele besitzen eine Länge von 10 Millimetern. Die gelben Blüten sind bis 35 Millimeter lang und an der Basis verschmälert. Die Tepalen sind auf einer Länge von 25 Millimetern nicht verwachsen. Die Staubblätter und der Griffel ragen 10 bis 15 Millimeter aus der Blütenhülle heraus.

## Systematik, Verbreitung und Gefährdung
Aloe pillansii ist in Namibia und der südafrikanischen Provinz Nordkap auf heißen, trocknen und felsigen Hängen verbreitet. Die Erstbeschreibung durch Louise Guthrie (1879–1966) wurde 1928 veröffentlicht. Ein Synonym ist Aloidendron pillansii (L.Guthrie) Klopper & Gideon F.Sm. (2013).
Aloe pillansii wird in Anhang I des Washingtoner Artenschutz-Übereinkommen geführt. In der Roten Liste gefährdeter Arten der IUCN wird die Art als „Critically Endangered (CR)“, d. h. vom Aussterben bedroht, eingestuft.

## Nachweise